# Rellotge de caixa alta

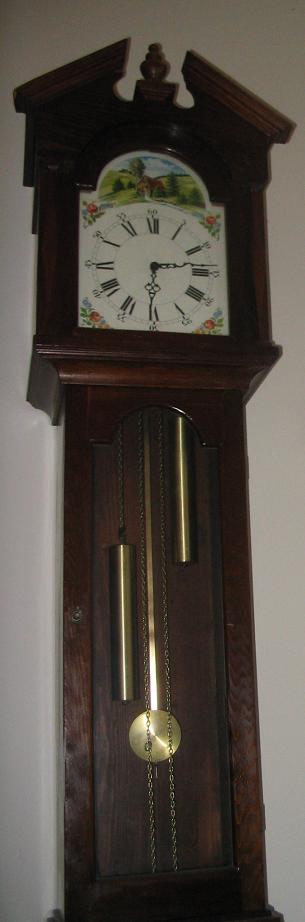
Rellotge de caixa alta

Un rellotge de caixa alta o rellotge d'armari és un rellotge alt de pèndol amb el mecanisme muntat a l'interior d'una mena d'armari (o caixa alta). Els rellotges d'aquest tipus solien tenir 1,8-2,4 metres d'altura, i sovint tenien una elaborada ornamentació tallada a la part alta, que envoltava i emmarcava l'esfera del rellotge. El seu invent s'atribueix al rellotger anglès William Clement que el desenvolupà el 1670. Fins a principis del segle xx, els rellotges de pèndol eren la tecnologia de cronometratge més precisa del món, i van servir d'estàndards de temps per a les llars i les empreses per la seva gran precisió. Avui dia es conserven principalment pel seu valor decoratiu i antic.

## Història

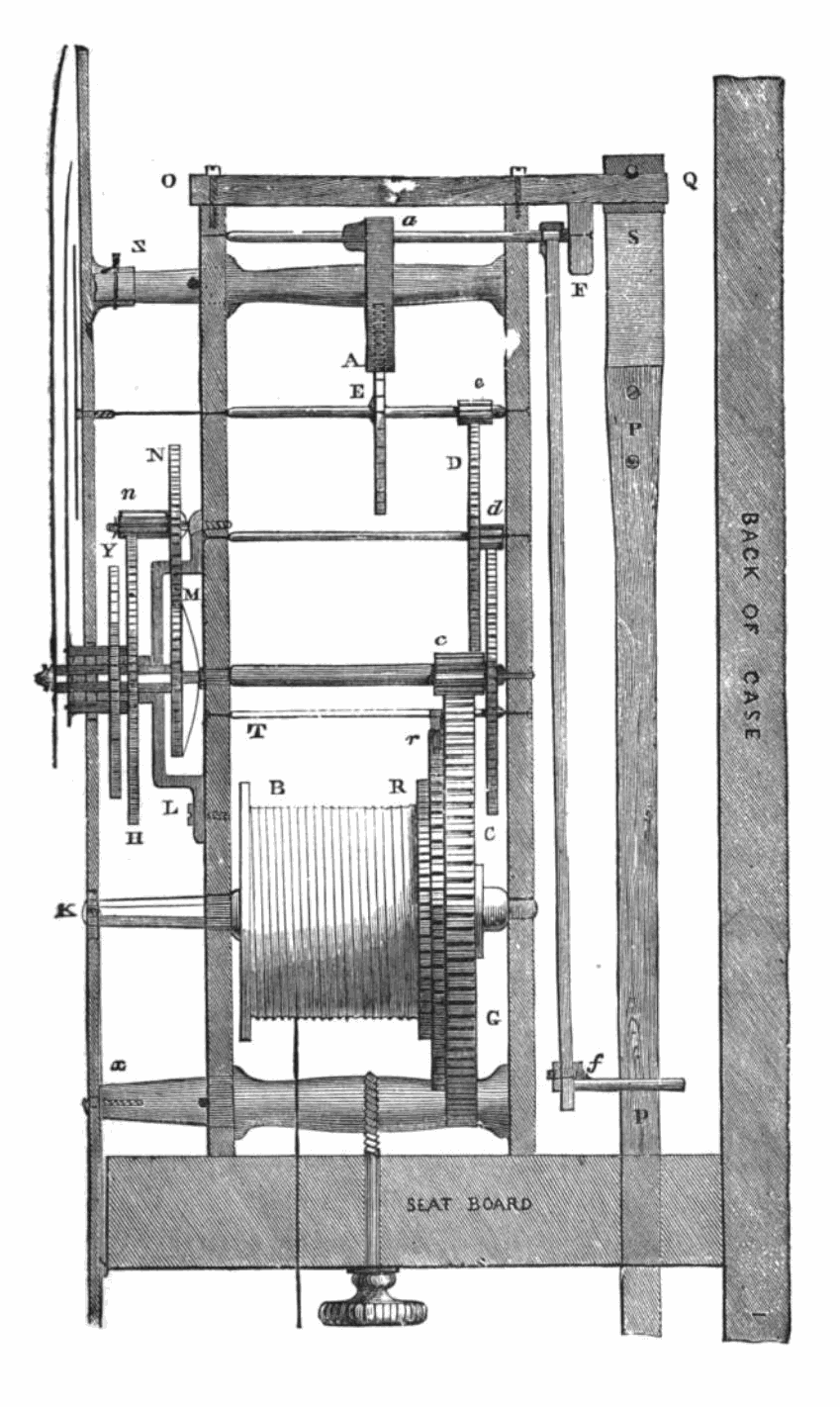
Vista lateral d'un moviment de rellotge d'armari sense mecanisme de soneria, -ca.1800.

El rellotge de caixa alta va ser una conseqüència de l'arribada del rellotge de "llarga autonomia" possible gràcies a la invenció del mecanisme d'escapament d'àncora de Robert Hooke cap al 1658, i especialment de Graham, el 1675. Anteriorment, els moviments del rellotge del pèndol utilitzaven un mecanisme d'escapament de vèrtex més antic, que requeria una oscil·lació del pèndol més gran d'aproximadament 80-100°. Els pèndols llargs amb oscil·lació tan amplia no es podien muntar dins del petit armari, disponible en els rellotges de caixa alta, que només permetien pèndols curts d'aquest ample d'oscil·lació.
El mecanisme d'àncora va reduir l'oscil·lació del pèndol fins al voltant de 4° a 6°, permetent als rellotgers utilitzar pèndols més llargs, amb "batecs" més lents. Aquests consumien menys energia provocaven menys fricció i desgast en el moviment, eren més precisos, i permetien una major autonomia dels rellotges (més temps entre cada donada de corda). Així, gairebé tots els rellotges de caixa alta van utilitzar un pèndol de segons en el que cada oscil·lació (o mig-període) dura un segon.
Aquest pèndol té aproximadament un metre (39 polzades) de llargària (fins al centre del contrapès), requerint una caixa estreta i llarga i, realment va predir l'arribada del rellotge d'àncora al cap d'unes dècades, apareixent als rellotges de 1660. Tots aquests paràmetres (longitud i període d'oscil·lació del pèndol, etc..) afecten l'isocronisme del pèndol i van caldre estudis molt detallats.
Tanmateix, una vegada que es va començar a usar el pèndol de segons, aquesta caixa alta va resultar perfecte per allotjar-lo. El rellotger Britànic William Clement, que es disputa l'autoria de l'escapament d'àncora amb Robert Hooke, va produir el primer rellotge de caixa alta, al voltant de 1680. Al cap d'un l'any, Thomas Tompion, el rellotger britànic més destacat de l'època, els feia també.

## Descripció

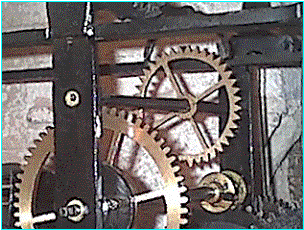
Moviment català instal·lable dins de la "caixa alta" d'un rellotge d'armari. En segon pla la roda dentada i l'àncora.

En un rellotge de caixa alta, la caixa de protecció (que conté el moviment, els pesos i el pèndol), té una alçada sobre el terra, de fins a 3 m. Encara que hi ha alguns rellotges més grossos, com el de l'ajuntament de Bremem, que té gairebé 5 m d'alçada.
En la majoria dels rellotges de llarga autonomia els pesos estan suspesos per cables. Si el cable es lliga directament al pes, la càrrega provocaria la rotació i desfaria els filferros de que està fet el cable, de manera que el cable es fixa a una politja muntada a la part superior de cada pes. L'avantatge mecànic d'aquesta disposició duplica a més a més, el temps d'autonomia del rellotge, tenint en compte que això obliga a doblar el pes (llei de la politja o de palanques).
Tradicionalment, els rellotges de caixa alta es feien amb dos tipus de moviment: de vuit dies (una setmana) i d'un dia (de 30 hores). Un rellotge amb un moviment de vuit dies requeria donar-li corda només una vegada a la setmana, mentre que en general als rellotges de 30 hores se'ls hi havia de donar corda cada dia. Alguns rellotges de 30 hores s'instal·laven amb falsos forats a terra per permetre allotjar més metres de cable, per als clients que no volien pagar el preu més elevat d'un rellotge de vuit dies. Tots els rellotges de caixa alta moderns t solen tenir moviments de vuit dies, ja que utilitzen una variació més precisa d'escapament d'àncora anomenat escapement de punt mort.
Cada regió té unes característiques que l'identifiquen. Per exemple: 
- Els anglesos les feien senyorials i amb filigranes que les adornaven.
- Als Paisos baixos hi afegien les esferes i, de vegades, les caixes, sofisticades quant a color amb paisatges i flors de gran efecte.
- A França, hi havia dues tendències ben diferenciades. Centre i oest competien amb els anglesos i els estils eren semblants a l'estil anglès.

## Soneria
Els rellotges de vuit dies de corda, normalment són moguts per dos pesos: un emprat per a impulsar el pèndola través de l'escapament i l'altre per al mecanisme de soneria, que normalment consisteix en una campana o varies campanes. Aquests moviments solen tenir dos forats per a la clau, un a cada costat de l'esfera per donar corda a cada pes per separat. Per contra, els rellotges de 30 hores sovint tenien un únic pes per moure tant el mecanisme del rellotge com el mecanisme de soneria.

## Rellotges del Franc-Comtat

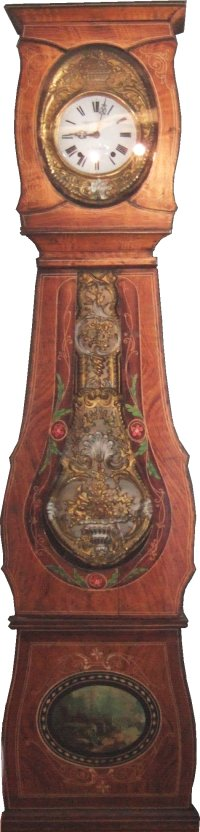
Comtoise

A la regió del Jura (regió borgonyesa del Franc-comtat), el rellotger Mayet va dissenyar el moviment que es feu famós després com a Comtoise, Morbier, Morez o genèricament: "rellotges del Franc-Comtat", són un tipus de rellotge de llarga autonomia. Les característiques que distingeixen aquest estil són un caixa amb gran ús de línies corbes. Sovint, amb un contrapès de pèndol bastant pesat, allargat i altament ornamentat que s'estén fins a l'extrem de l'interior de la caixa. Els primers pèndols Morez (s.XVII) eren articulats, de varilla, amb un pom de plom. Després varen fer els de 'llentia' amb tija articulada (plegable en tres trams) i ja a finals del xviii apareixen els pesats i decorats pèndols de lira i amb autòmats.
Els pre-morez eren sobris amb caixes que, en molts casos, construïa el fuster local. Eren altes, estretes i rectes, sense cap tipus d'ornament o filigrana. Jo he vist rellotges muntats en un racó amb una porta que el tancava, sense cap caixa. Després es va desenvolupar la famosa caixa forma violó. Cal destacar que aquestes eren de pi (fusta local i barata) i varen inventar la 'falsa marqueteria' amb uns dibuixos elaborats rascant la pintura que imitava una fusta més valuosa i tot amb una elaborada tècnica pròpia.